# RYTHEM
RYTHEM은 니츠 유이와 카토 유카리로 구성된 일본의 2인조 J-pop 음악그룹이다. 2003년에 결성하여 2011년에 해체되었다.

## 역사

### 결성
멤버인 니츠 유이와 카토 유카리는 같은 중학교의 연극부 출신으로, 고등학교 시절 같은 반의 단짝 친구로 지냈다. 노래방에 함께 가서 노래를 부르던 중 가수가 되고싶다는 꿈을 서로 공유하여 데뷔를 결심한다. 그룹 이름인 RYTHEM은 고등학교 때 두 명이 활동하던 6인조 밴드 이름에서 따온 것으로, 영어의 리듬(rhythm)에서 따왔는데, 프랑스어의 rythme과 철자를 헷갈려 만들어지게 되었다고 한다. 소니 뮤직 재팬의 오디션에 〈一人旅シャラルラン〉(혼자 여행 샤라랑)으로 합격하여 데뷔한다.

### 활동
2003년 5월 21일 싱글 〈ハルモニア〉(하르모니아)로 데뷔한다. 2004년 6월 23일 첫 정규앨범인 《ウタタネ》(선잠)을 발매하였고, 6월 27일 오리콘 주간 6위를 차지하였다.

### 해체
2010년 10월, 라이브 스트리밍을 통하여 마지막 콘서트를 끝으로 그룹 해체를 할 것임을 알렸다. 2011년 2월 27일, 일본 도쿄의 Zepp Tokyo 공연장에서 마지막 라이브 공연 「Final Fantasy Live〜RYTHEM史上最高のリズム!!!」을 마치고 해체하였다.

### 재결성
2021년 5월 21일, 공식 유튜브 채널의 생착신에서 재결성을 발표했다.